# Дайа-Амгата
Дайа-Амгата (якут. Даайа Аммата) — село в Таттинском улусе Якутии России. Административный центр и единственный населённый пункт Дайа-Амгинского наслега.

## География
Село расположено на востоке Таттинского улуса, близ границ Чурапчинского и Амгинского улусов.

## История
Согласно Закону Республики Саха (Якутия) от 30 ноября 2004 года N 173-З N 353-III село возглавило образованное муниципальное образование Дайа-Амгинский наслег.

## Население
| 2002 | 2010 | 2011 | 2012 | 2013 | 2014 | 2015 | 2016 | 2017 | 2018 | 2019 |
| ---- | ---- | ---- | ---- | ---- | ---- | ---- | ---- | ---- | ---- | ---- |
| 207  | ↗227 | →227 | ↘216 | ↘212 | ↘207 | ↗209 | ↗214 | ↗221 | ↗224 | ↘222 |
| 2020 | 2021 |      |      |      |      |      |      |      |      |      |
| ↘220 | ↗221 |      |      |      |      |      |      |      |      |      |

Национальный состав
Согласно результатам переписи 2002 года, в национальной структуре населения якуты составляли  98 % от общей численности населения в 207 чел.

## Улицы
| - пер. 1-й, - пер. 2-й, - ул. Амгинская, - ул. Давыдова, | - ул. им. Кашкина, - ул. Молодёжная, - ул. Парковая, - ул. Первоцелинников. |